# Keresztény Unió (Hollandia)
A Keresztény Unió (hollandul: ChristenUnie, rövidítése: CU) egy hollandiai keresztényszociális párt. A párt 2000-ben alakult a Református Politikai Szövetség és a Református Politikai Föderáció utódjaként. A párt szociálkonzervatív szellemiségű álláspontot képvisel az azonos neműek házassága, eutanázia és az abortusz kérdésében.
A pártnak 6 képviselője van a Képviselőházban és 4 szenátora a Szenátusban.
A párt elsősorban protestáns és alapelveit a Biblia mentén határozza meg. A közkiadással és a környezetvédelemmel kapcsolatos álláspontjaikat a vallási értelemben vett irgalmasság és sáfárság nevében fogalmazzák meg. A párt a keresztény erkölcsök mentén határozza meg magát és magukat keresztény-szociálisnak nevezik. A párt mérsékelten euroszkeptikus, az Európai Konzervatívok és Reformisták frakciójának a tagja az Európai Parlamentben.

## Ideológia
A párt önmagát keresztény szociálisnak tartja. Ideológiai gyökerei az ortodox protestáns pártok, amik főleg reformátusok voltak. Etikai és külpolitikában konzervatív; szociális, környezetvédelmi, menekültügyi és gazdasági kérdésekben balközép álláspontot képvisel.
Konzervatív állásfoglalásai:
- Lehetővé tenni az egy-keresős modell kialakítását, amivel megengednék, hogy a gyerekekkel egy szülő (főleg az anya) maradjon otthon és nevelje őket.
- Társadalomnak szükség van arra, hogy legyen mód közös kikapcsolódásra és hogy a vasárnap mindenkinek pihenőnap legyen.
- Korlátozni kéne az abortusz és az eutanáziák számát, amit más módon kéne pótolni. Ide tartozik a nem kívánt terhességgel rendelkező nőkről való gondoskodás illetve a palliatív terápia alkalmazása.[2]
- A könnyű drogok használatát engedő törvénykezést be kell szüntetni.
- Harcolni a prostitúció ellen.
- Védeni az oktatás szabadságát.
- Hollandia, mint független politikai entitás az Európai Unión belül.
- Gén kezelt termékek korlátozása.

Balközép állásfoglalásai:
- Az államnak nagy, de a jelenleginél kisebb szerepet kéne vállalnia az oktatás, egészségügyi rendszer és szociális ellátás terén.
- Növelni kell a fejlesztési együttműködéseket a harmadik világban levő szegénység felszámolására.
- Nyitottabb hozzáállás a menekültkérőkkel szemben, különösen ha vallási okból váltak üldözötté.
- Zöld környezetvédelmi politika. A párt választási kampányában gyakran hangsúlyozta a zöld energiák felhasználását.[3]

## Választói
A párt választói nagyrészt református vallásúak, de a párt népszerű az evangélikusok és a pünkösdi-karizmatikus mozgalom követői körében. Területileg a választók a vidéki községekben élnek Hollandia "bibliai övezetében". Ebben az övezetben a hagyományosan konzervatív keresztények élnek, idetartoznak Overijssel és Zeeland tartományok. A párt emellett azon keresztény vallású bevándorlók körében is népszerűek, akik nagyvárosokban élnek. Újabban azon katolikusok körében is népszerű a párt, akik szerint a Kereszténydemokrata Tömörülés már nem azt a szellemiséget hirdeti, ami miatt régebben rájuk szavaztak.

## Választási eredmények

### Képviselőház
| Év   | Szavazatok | %    | Mandátumok | Státusz         |
| ---- | ---------- | ---- | ---------- | --------------- |
| 2002 | 240 953    | 2.5  | 4 / 150    | Ellenzék        |
| 2003 | 204,649    | 2.1  | 3 / 150    | Ellenzék        |
| 2006 | 390,969    | 4.0  | 6 / 150    | Kormánykoalíció |
| 2010 | 305,094    | 3.2  | 5 / 150    | Ellenzék        |
| 2012 | 294,586    | 3.1  | 5 / 150    | Ellenzék        |
| 2017 | 356,271    | 3.4  | 5 / 150    | Kormánykoalíció |
| 2021 | 350,323    | 3.3  | 5 / 150    | Kormánykoalíció |
| 2023 | 212,532    | 2.04 | 3 / 150    | Ellenzék        |

## Fordítás
- Ez a szócikk részben vagy egészben  a   Christian Union (Netherlands) című angol Wikipédia-szócikk ezen változatának fordításán alapul.  Az eredeti cikk szerkesztőit annak laptörténete sorolja fel. Ez a jelzés csupán a megfogalmazás eredetét és a szerzői jogokat jelzi, nem szolgál a cikkben szereplő információk forrásmegjelöléseként.